# Montalin
Montalin är en bergstopp i Schweiz.   Den ligger i regionen Landquart och kantonen Graubünden, i den östra delen av landet, 160 km öster om huvudstaden Bern. Toppen på Montalin är 2 266 meter över havet, eller 148 meter över den omgivande terrängen. Bredden vid basen är 1,0 km.
Terrängen runt Montalin är huvudsakligen mycket bergig. Närmaste större samhälle är Chur, 4,6 km väster om Montalin. 
Trakten runt Montalin består i huvudsak av gräsmarker. Runt Montalin är det glesbefolkat, med 17 invånare per kvadratkilometer.